# God is dood
God is dood (Duits: Gott ist tot) is een filosofische uitspraak die met name door de Duitse filosoof Friedrich Nietzsche bekend is geworden. Nietzsche bedoelt met deze uitspraak dat God vervangen is door een andere entiteit, namelijk wetenschap en door een ander geloof, de omnipotentie van technologie. In Nietzsches werk is de uitspraak het bekendst geworden door aforisme 125, De dolle mens uit De vrolijke wetenschap. Het idee van een dode God bestaat al veel langer in filosofische en theologische tradities, zoals bij de filosofen Wilhelm Friedrich Hegel en Philipp Mainländer en dichters Heinrich Heine en Johann Rist. Recenter heeft de uitspraak invloed gehad op aanhangers van de God-is-dood-theologie.

## Voor Nietzsche
Er kunnen verschillende bronnen worden aangedragen die Nietzsche waarschijnlijk gebruikt heeft ter inspiratie voor zijn denken en schrijven. Zowel de nihilistische betekenis van God is Dood als de letterlijke woorden zijn op verschillende manieren door de geschiedenis heen te traceren.
Het is bekend dat Nietzsche een grote bewondering had voor Heinrich Heine. In 1834 schreef deze dichter over het ontstaan en vergaan van de monotheïstische godsdienst in de wereld. Het vergaan van God wijt Heine aan Kant en dergelijke verlichtingsdenkers. Bij Kant komt er een breuk in de metafysica. Volgens Kant kunnen wij alleen kennis hebben door zintuigelijke kennis te combineren met begrippen uit het verstand. Hierdoor kunnen we de werkelijkheid zoals die zelf is niet kennen, maar alleen zoals wij mensen die ervaren. De metafysica denkt iets te kunnen zeggen over God, de ziel en de wereld als geheel, maar volgens Kant is dat dus niet mogelijk. In de woorden van Heinrich Heine: “Volgens Kant is God een noumenon. Volgens zijn redenering is dat transcendentale wezen dat we tot nu toe God hebben genoemd, niets anders dan een fictie.” Dit is waarschijnlijk de grootste inspiratie voor het theologisch nihilisme, de betekenis die Nietzsche zelf aan de zin God is Dood geeft.
De Duitse filosoof Max Stirner heeft geschreven over de dood van God en de moord op God door mensen ten gevolge van de Verlichting in diens boek De Enige en zijn Eigendom uit 1844. Er bestaat een discussie over de mogelijke invloed van Max Stirner op Nietzsche.
Naast de invloed van Heine is de gedachte ook terug te vinden in het werk van Philipp Mainländer.
Now we have the right to give this being the well-known name that always designates what no power of imagination, no flight of the boldest fantasy, no intently devout heart, no abstract thinking however profound, no enraptured and transported spirit has ever attained: God. But this basic unity is of the past; it no longer is. It has, by changing its being, totally and completely shattered itself. God has died and his death was the life of the world.— Mainländer, Die Philosophie der Erlösung
Het is bekend dat Nietzsche na het lezen van Mainländer officieel de filosofie van Schopenhauer achter zich heeft gelaten. Mainländer heeft het in zijn boek Die Philosophie der Erlösung over de dood van God in dezelfde betekenis als Nietzsche hem later gebruikt.
De exacte woorden zijn waarschijnlijk via een andere weg bij Nietzsche aangekomen. De metafoor op zich ligt al langer diep in het Duits religieus denken. Drie keer wordt de zin letterlijk genoemd in Hegels werk: Glauben und Wissen (1802) en twee keer in Phänomenologie (1807). De dood van God is onderdeel van de christelijke cyclus. God maakt zich sterfelijk maar zal daardoor noodzakelijk weer sterven om terug te gaan naar zijn taak van het Goddelijke. Hegel geeft er echter al een extra betekenis aan: dat er voor de mens na het leven niet een oneindigheid samen met God is, maar een oneindigheid van het niets. Deze betekenis geeft Hegel om het protestantisme te kunnen verenigen met de onderwerpen waar de Duitse filosofie op dat moment mee bezig is. Naast deze religieuze dialectiek is Hegel ook openlijk kritisch op het filosofisch subjectivisme van Kant en Fichte. In zijn kritiek verwijt hij deze twee auteurs van het vermoorden van God. Hegel heeft zelf tijdens een van zijn colleges aangegeven dat ‘God is Dood’ te vinden is in Lutherse hymnes. Dit heeft sommige historici op het valse spoor gezet dat het Luther was die de woorden uitsprak. Echter was het Lutherse theologische visie die de pastoor Johann Rist vervolgens inspireerde om de volgende lofzang te schrijven.
4. Ein trauriger Grabgesang.

O grosse Not!

Gott selbst liegt tot,

Am Kreuz ist er gestorben,

Hat dadurch das Himmelreich

Uns aus Lieb' erworben.— Rist, Dichtung
Het Middeleeuwse idee dat God moet sterven aan het kruis om herboren te worden in de menselijke geest is hierbij bron van inspiratie geweest. Hetzelfde idee wordt door existentialisten zoals Kierkegaard gebruikt als de angst voor het leven zonder God. Uiteindelijk maakt de zin een transitie door vanuit Lutherse Theologie, waar het een herinterpretatie is van de communicatio idiomatum naar Hegel die filosofie probeert te verenigen met theologie en daar een sluitende beschrijving van te geven. Uiteindelijk komt de zin uit bij Nietzsche die de zin koppelt aan zijn theologisch nihilisme.

## Nietzsche en 'God is Dood'

### God is dood in Nietzsches werk
In Nietzsches werk verscheen de uitspraak ‘God is dood’ als eerste in aforisme 125 uit De vrolijke wetenschap. Daarnaast komt het ook voor in de aforismen 108 en 343 van dit boek. Het bekendst is de uitspraak uit een fragment uit Aldus sprak Zarathoestra. In dagboeken van Nietzsche zijn andere (eerdere) fragmenten gevonden waarin Nietzsche al spreekt over “God is dood”. De eerste versie van aforisme 125, de zogenaamde Vorstufe, is van deze fragmenten afgeleid. De Vorstufe is te vinden in band 14 van de Kritische Studienausgabe, de standaarduitgave van Nietzsches werk.

#### Aforisme FW 125
Aforisme 125, heeft als titel De dolle mens. In dit verhaal gaat een dwaas, voorzien van een lantaarn, op klaarlichte dag de marktplaats op om God te zoeken, te verkondigen dat God dood is en dat wij mensen hem vermoord hebben. In een aantal onheilspellende beelden beschrijft de dolle mens hoe onvoorstelbaar de gevolgen daarvan zijn. Hij vergelijkt het met het leegdrinken van de zee, het uitwissen van de horizon en het loskoppelen van de aarde van de zon. De wereld heeft alle houvast verloren en doolt richtingloos door de donkere lege ruimte van het heelal. Maar de toehoorders zwijgen en kijken hem bevreemd aan. Hij realiseert zich dat zijn boodschap zo schokkend is dat ze die niet kunnen begrijpen. Hij verdwijnt uit beeld.

#### Zarathoestra
Het boek Aldus sprak Zarathoestra is opgedeeld in een proloog en vier delen. In de proloog introduceert Nietzsche Zarathustra als wijze profeet die tien jaar lang in eenzaamheid geleefd heeft. Hij gaat nu terug naar de mensen om zijn opgedane wijsheid te delen. Een van die wijsheden is dat God dood is en dat in zijn plaats de Übermensch zal komen.

#### Overige fragmenten
In dagboekfragmenten is te lezen wat Nietzsche schreef over God is dood voordat het in een werk gepubliceerd werd. In de verzameling Nachgelassene Fragmente, is de uitspraak te vinden in de fragmenten 12[77], 12[157], 14[25] en 14[26]. Deze fragmenten schreef Nietzsche tussen juli 1881 en augustus 1882. Delen van aforisme 125 zijn te herleiden naar een aantal van deze fragmenten.

### Link met theologisch nihilisme

#### Definitie
Volgens Nietzsche leidt de dood van God tot nihilisme. Het begrip ‘nihilisme’ wordt door Nietzsche op verschillende manieren gebruikt. Ten eerste gebruikt hij het om de absurditeit en zinloosheid van het leven en de wereld aan te duiden. Dit is het nihilistische karakter van de werkelijkheid: er is geen orde, geen waarheid en geen uiteindelijk doel of ideaal waarnaar gestreefd wordt. Ten tweede noemt Nietzsche alle constructies die mensen hebben bedacht om de eerste vorm van nihilisme niet te hoeven inzien ook nihilistisch. Een voorbeeld hiervan is het afwijzen van deze wereld en leven voor een eeuwig leven in de hemel. Ten derde, en hier komt Gods dood aan bod, noemt Nietzsche het wegvallen van deze beschermende constructies ook een vorm van nihilisme. Het wegvallen van de constructies (bijvoorbeeld de dood van God) maakt het nihilistische karakter van de werkelijkheid zichtbaar en daarmee begint het eigenlijke nihilisme echt.

#### Gevolgen
De derde vorm van nihilisme zal volgens Nietzsche grote gevolgen met zich meebrengen. Allereerst zal het de ondergang van het christendom betekenen. De mens komt er namelijk uiteindelijk achter dat de metafysische, ware werkelijkheid die het christendom als losstaand van onze wereld postuleerde, een leugen bleek om de zinloosheid van het bestaan niet te hoeven inzien. Met de ondergang van het christendom moeten ook wetenschap en filosofie het onderspit delven. In aforisme 344 stelt Nietzsche namelijk dat de huidige wetenschap doordrongen is van het christelijke verleden. Zowel wetenschap als filosofie zijn een zoektocht naar de waarheid, en wanneer de mens op zoek is naar een waarheid veronderstelt het een werkelijkheid die ideaal is en daarmee niet deze werkelijkheid is. Door die afwijzing van deze wereld zijn wetenschap en filosofie net zo nihilistisch als het christendom zelf. En zoals het christendom, volgens Nietzsche, is ontmaskerd als een leugenachtige onderneming, zo zullen de wetenschap en de filosofie er ook aan moeten geloven.
Ten tweede wordt met het nihilisme de heersende moraal ondermijnd. De moraal berust namelijk op de veronderstelling dat er een ware werkelijkheid bestaat waaraan wij al het goed en kwaad in de wereld kunnen meten. Als die werkelijkheid wegvalt heeft onze moraal geen grond meer om op te staan. Ook zorgt de ondermijning van de moraal ervoor dat de politiek en de economie niet meer goed kunnen functioneren. Beide zijn namelijk zeer moreel geladen praktijken omdat ze zich bezighouden met waarden als rechtvaardigheid, gelijkheid en vrijheid.

#### Paradox van het Nihilisme
In De Genealogie van de Moraal schrijft Nietzsche over de paradox van het nihilisme. De paradox van het nihilisme is het feit dat de nihilistische kritiek die het christendom ontmaskert zelf ook voortkomt uit een zoektocht naar de waarheid (welke op zijn beurt dus sterk overeenkomt met het christendom). Nietzsche noemde de mens met een reden "het vererende dier". De realiteit is blijkbaar zo onacceptabel, dat de mens idealen waarnaar gestreefd moet worden blijft postuleren. Zelfs wanneer we onze idealen bevragen en bekritiseren doen we dit om dichter bij de waarheid te komen. "Het nihilisme lijkt onontkoombaar op het moment dat we inzien dat de vraag die we stellen, zelf weer datgene herhaalt wat we bevragen."
De dood van God heeft het besef van de zinloosheid van de wereld en van elke zoektocht naar een hoger ideaal ingeluid. Toch blijkt de mens deze realiteit nog niet te kunnen accepteren en blijft hij zich vastklampen aan een achterhaald ideaal, terwijl hij tegelijkertijd beseft dat dit vastklampen nu juist het probleem is.

## Na Nietzsche

### Martin Heidegger
Martin Heidegger interpreteerde de uitspraak van Nietzsche door ernaar te kijken als de dood van de metafysica. Vanuit zijn opinie kunnen Nietzsches woorden alleen worden begrepen als ze verwijzen naar het einde van de filosofie zelf en niet naar een specifieke theologische of antropologische opinie. Volgens Heidegger heeft filosofie, net als metafysica, zijn maximale potentie bereikt en waarschuwt Nietzsche voor de ondergang van filosofie en alle metafysische wereldbeelden. Als metafysica dood is, komt dat doordat dat al vanaf het begin het lot zou zijn van metafysica. In Sein und Zeit had Heidegger kritiek op Nietzsches uitspraak dat God dood is. Heidegger wordt echter verweten dat hij van Nietzsche een stroman maakt.

### Theologie
De Duits-Amerikaanse predikant en theoloog Paul Tillich neemt afstand van de traditionele mensvormige “persoonlijke” God en is hierin beïnvloed door de uitspraak van Nietzsche. De “God is dood”-theologie van de jaren zestig bouwde verder op deze aanzetten van Tillich en behandelde de secularisatie en afvalligheid van God in die tijd. Deze secularisatie is de betekenis die de uitspraak “God is Dood” in deze tijd kreeg. Zo kwam op 8 april 1966 “Is God Dead?” op de cover van Time Magazine en behandelde het aansluitende artikel het thema van de “God is Dood”-theologie. Bekende namen in deze theologische stroming zijn onder andere John Robinson, Gabriel Vahanian, Paul van Buren, William Hamilton, Thomas J. J. Altizer en John D. Caputo.

## In populaire cultuur
Er zijn in de hedendaagse populaire cultuur veel referenties naar de uitspraak “God is Dood” al dan niet met dezelfde, nihilistische, betekenis die Nietzsche zelf eraan gegeven heeft.

### In Muziek
- God is Dead is het tweede nummer op het Black Sabbath album 13 uit 2013. De cover van het album en de tekst van het nummer refereren direct naar Nietzsche.
- Rock is Dead, op het album Mechanical Animals van Marilyn Manson, heeft een textuele referentie naar de uitspraak God is Dead en de betekenis van het nummer projecteert het nihilisme op rockmuziek.
- De Poolse deathmetalband Vader brengt in 2006 het nummer Helleluyah!!! (God is Dead) uit.
- De christelijke rockband Newboys brachten in 2011 het nummer en een gelijknamige muziekvideo God’s not Dead uit.
- Amerikaanse Rockband Twenty One Pilots bracht in 2009 het album "Twenty one Pilots" uit met daarop een track genaamd A Car, A Torch, A Death waarin teksten voorkomen zoals "I begin to understand why god died".
- In het nummer Gods & Monsters van de Amerikaanse zangeres Lana Del Rey is de zin 'God's dead, I said "baby that's alright with me"' te horen.